# Biološki sat
Biološki sat ili biološki oscilator kod većine vrsta živih bića omogućava organizmima koordinaciju svojih bioloških procesa i ponašanja s dnevnim i sezonskim promjenama u dnevno-noćnim ciklusima.
Kao biokemijski mehanizam titra (oscilira) periodom od točno 24 sata kojima svakodnevno dobiva podražaje i signale iz okoline, prvenstveno dnevnog svjetla i tame. Središnji je mehanizam za upravljanje biološkim ritmovima. Sastoji se od tri dijela:
1. Središnji titrajnik s periodom 24 sata.
2. Niz ulaznih puteva u središnji titrajnik za uključivanje kronobiološkog sata.
3. Niz izlaznih puteva vezanih za različite faze titrajnika za regulaciju otvorenih ritmova u biokemiji i fiziologiji.

Namješta se u skladu s promjenama uvjeta u okruženju, na osnovu sposobnosti organizma za osjećanje vanjskih vremenskih znakova.